# Louise Karlsson
Louise Karlsson (26 aprile 1974) è un'ex nuotatrice svedese.
Specializzata nei misti, ha partecipato alle Olimpiadi di Atlanta 1996.

## Palmarès
- Mondiali in vasca corta

Rio de Janeiro 1995: bronzo nei 200m misti e nella 4x100m sl.
Goteborg 1997: oro nei 200m misti e bronzo nella 4x100m sl.
- Europei

Vienna 1995: argento nella 4x100m sl.
- Europei in vasca corta

Gelsenkirchen 1991: oro nei 100m misti, argento nei 50m farfalla e bronzo nei 50m sl.
Espoo 1992: oro nei 50m rana, nei 50m farfalla e nei 100m misti, argento nella 4x50m sl e nella 4x50m misti.
Gateshead 1993: oro nei 50m farfalla, nei 100m misti e nella 4x50m sl e argento nella 4x50m misti.
Stavenger 1994: oro nei 100m misti, argento nella 4x50m sl e bronzo nella 4x50m misti.